# (13132) Ortelius
(13132) Ortelius est un astéroïde de la ceinture principale.

## Description
(13132) Ortelius est un astéroïde de la ceinture principale. Il fut découvert le 12 août 1994 à La Silla par Eric Walter Elst. Il présente une orbite caractérisée par un demi-grand axe de 2,38 UA, une excentricité de 0,08 et une inclinaison de 5,9° par rapport à l'écliptique.

## Compléments